# Естер Пеони
Естер Александра Крецу (рум. Ester Alexandra Crețu; Букурешт, 1994), познатија под уметничким именом Естер Пеони (рум. Ester Peony) румунско-канадска је певачица и композитор. 

## Биографија
Иако је рођена у Букурешту, главном граду Румуније, Александра се као мала са родитељима преселила у Монтреал у Канади где је и одрасла. Након завршене средње школе враћа се у Румунију због студија на Вишој уметничкој школи у Питештију коју је са успехом завршила. На музичкој сцени Румуније појавила се током 2014. са неколико обрада познатих светских хитова, а исте године објавила је и дебитантске синглове Iubire и	Cuminte de Crăciun. Од 2017. снима песме на енглеском језику. 
У мају 2018. објавила је свој први EP албум под називом Dig It, а чији је комплетан аутор. 
У фебруару 2019. победила је на румунском фестивалу Selecția Națională 2019. са песмом On a Sunday поставши тако двадесетим јубиларним представником Румуније на Песми Евровизије 2019. у Телавиву. Након што је изабрана за представницу, румунска телевизија TVR је инвестирала у нјен наступ у Тел Авиву 100000 евра. Румунија није успела да се квалификује у Финале Песме Евровизије други пут заредом, пласирајући се на 13. место са 71 поеном. Пеони је потписала уговор са компанијом Cat Music и тренутно ради на свом првом студијском албуму који ће бити објављен касније 2019.

## Лични живот
Пеони наводи Делију, Селин Дион, Витни Хјустон, Шер, Queen, Мајкла Џексона и Ариану Гранде као своје музичке инспирације. У њеном уметничком имену се спомиње цветна биљка божура (peony); преводи се на румунски као "bujor", што алудира на дио имена њене мајке. Њено уметничко име Ester има арапско значење, што може значити "стар" у старом перзијском језику или бити изведено из имена древне мезопотамске богиње Иштар. Пеони је у вези већ око шест година са Александруом Сербуом, продуцентом песме "On a Sunday". Она верује у Бога, у силу која је увек са људима без обзира на религију.

## Дискографија
ЕП
- (2018)